# The Collection (Ugly Kid Joe)
| Recensione | Giudizio |
| ---------- | -------- |
| AllMusic   |          |

The Collection è un album raccolta del gruppo musicale statunitense Ugly Kid Joe, pubblicato nel 2002.

## Tracce
1. Everything About You – 4:14
2. Cat's in the Cradle – 4:45
3. Neighbor – 4:25
4. So Damn Cool – 4:03
5. Busy Bee – 4:09
6. Milkman's Son – 3:51
7. Candle Song – 2:54
8. Cloudy Skies – 4:25
9. VIP – 3:46
10. Oompa – 2:04
11. Goddamn Devil – 4:48
12. Madman – 3:37
13. Panhandlin' Prince – 5:40
14. Funky Fresh Country Club – 5:18
15. Same Side – 4:30
16. Don't Go – 4:30
17. C.U.S.T. – 2:59
18. Slower Than Nowhere – 5:33

## Formazione
- Whitfield Crane - voce
- Klaus Eichstadt - chitarra
- Roger Lahr - chitarra
- Cordell Crockett - basso
- Mark Davis - batteria